# Charles Marie Valentin Montigny
Charles Marie Valentin Montigny [ejtsd: montinyi] (Namur, 1819. január 8. – Schaerbeek (Brüsszel mellett), 1890. március 16.) belga fizikus és csillagász.

## Élete és munkássága
1841-ben Namurban az Atheneumon a fizika és mechanika tanára lett. 1856-ban hasonló minőségben Antwerpenbe ment, 1868-tól 1882-ig pedig Brüsszelben élt. 1867-ben a belga tudományos akadémia választotta tagjává, 1879-ben pedig a brüsszeli csillagvizsgáló levelező tagja lett. Montigny a bányalég sebességének meghatározására szerkesztett készüléket, valamint elektromos meteorográfot; de legismertebbé scintillométerének feltalálása által lett és a csillagok ezzel való észlelései által, melyeket 1865 és 1886 között végezett.